# アイロンビーズ

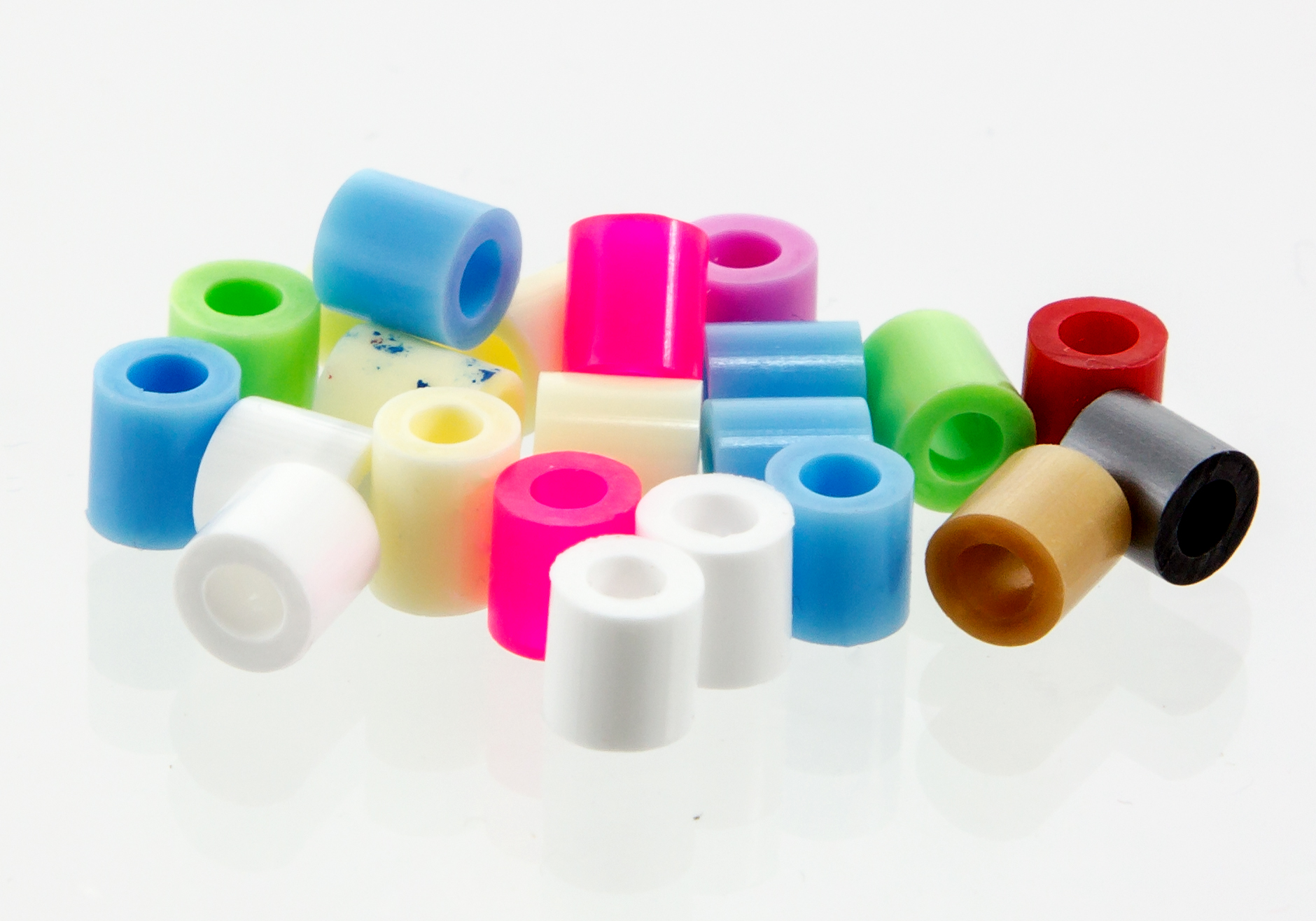
ビーズ単体

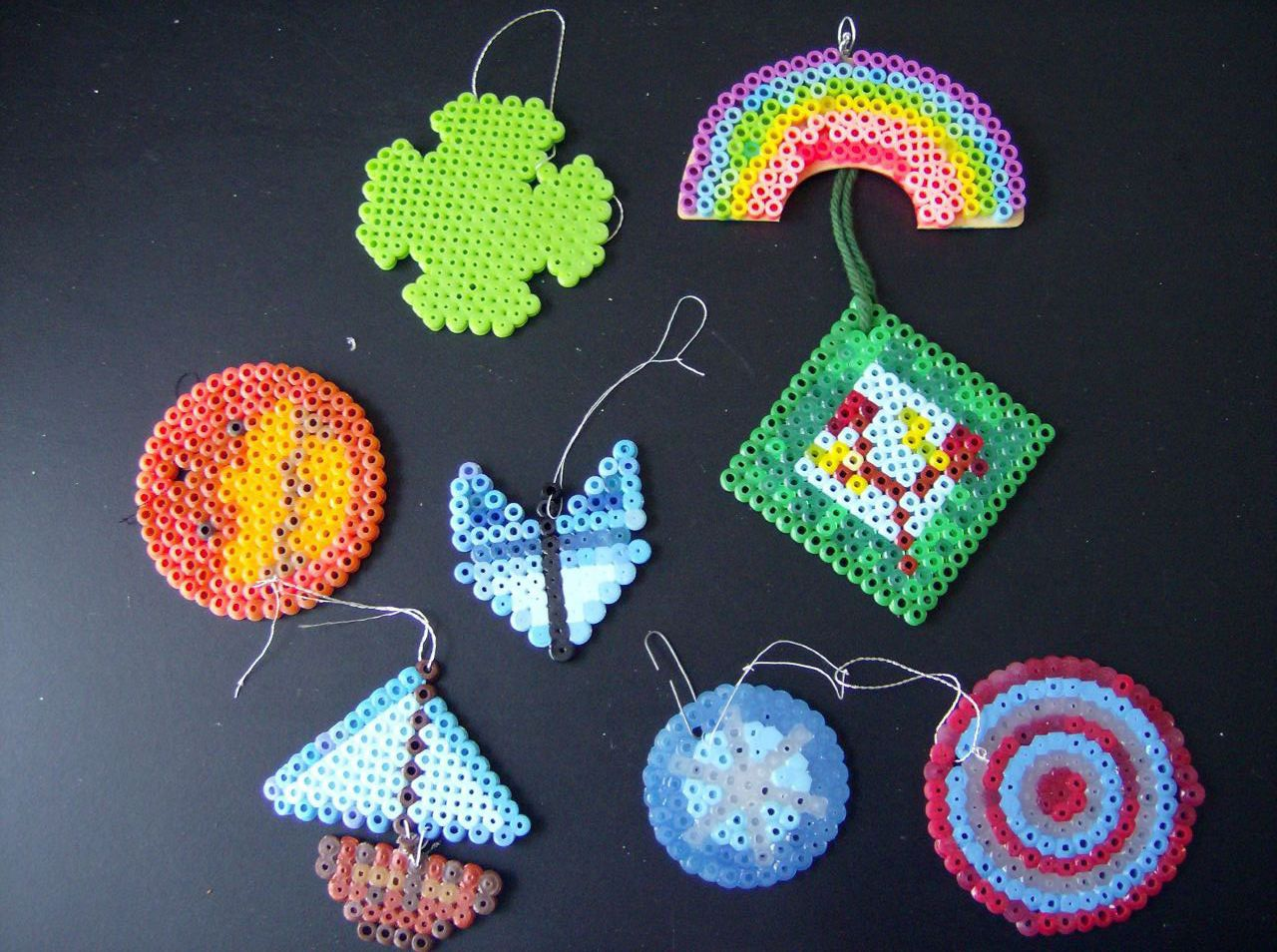
制作例

アイロンビーズとは、円柱状でポリエチレン製のビーズを専用プレートの上でならべて平面的な絵柄を作り、アイロンなどの熱で溶かして接着し、プレート状に造形する玩具の通称。

## 概要
アイロンビーズは一般のビーズ手芸とは異なり、糸を通して繋げるものではない。等間隔に突起の並んだプレートと呼ばれる土台に、色とりどりのアイロンビーズ専用のビーズを並べて図案を完成させたのちに、パラフィン紙を置いた上からアイロンで加熱しビーズ同士を固着させオーナメントやアクセサリーを作る。紙に絵を描くように自由に作るほか、既成の図案を再現する楽しみ方もある。

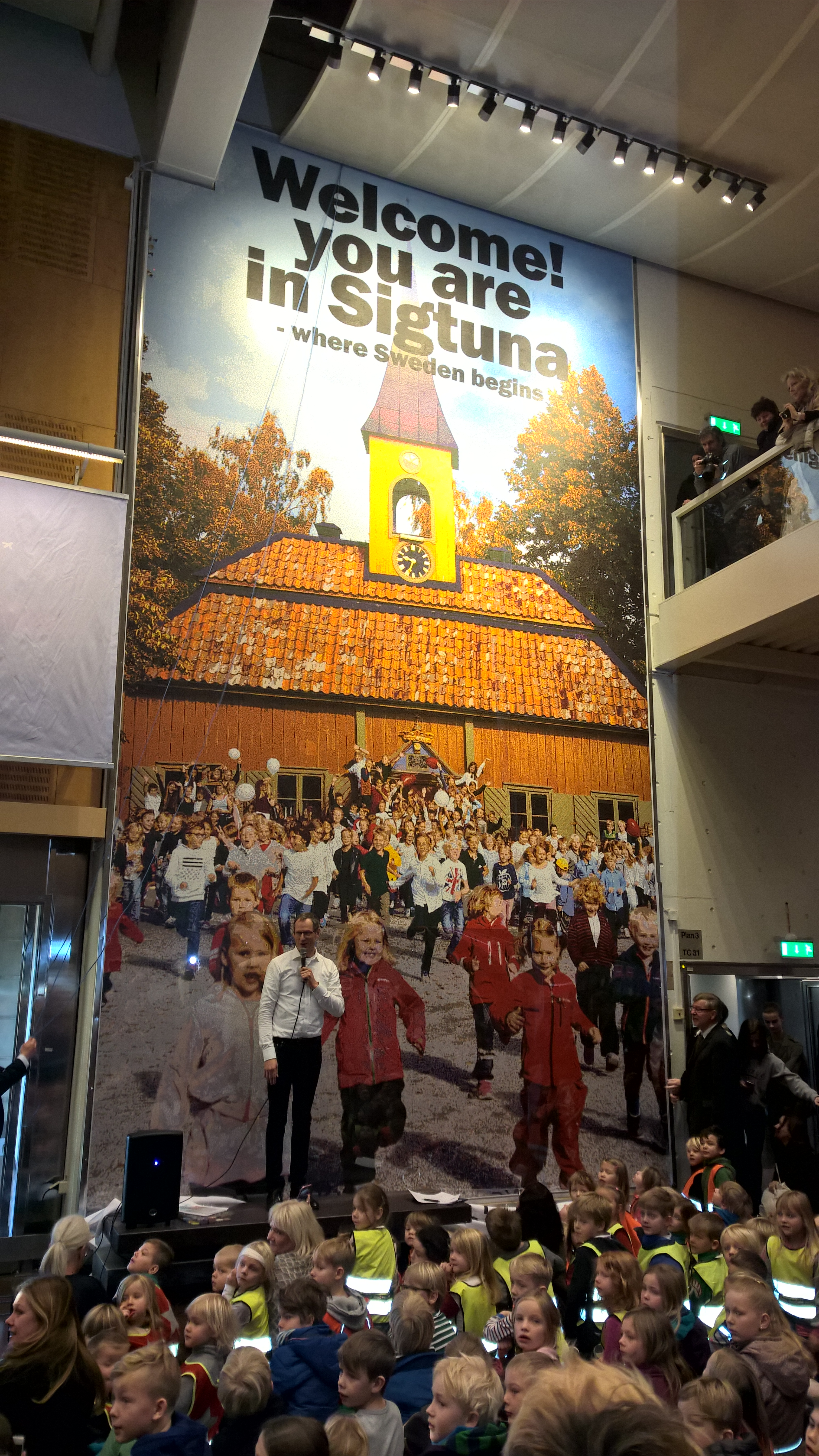
ストックホルム・アーランダ空港第5ターミナルに飾られた地元保育園児がギネスに挑戦した40.13平方メートルの世界最大のアイロンビーズ作品（2015年当時）

多くのアイロンビーズは子供用の知育玩具として販売されているが、年齢に関係なくホビーとして楽しまれている。家庭で楽しむほか、室内レクリエーションや、集中力や達成感が得られることから作業療法にも取り入れられている。

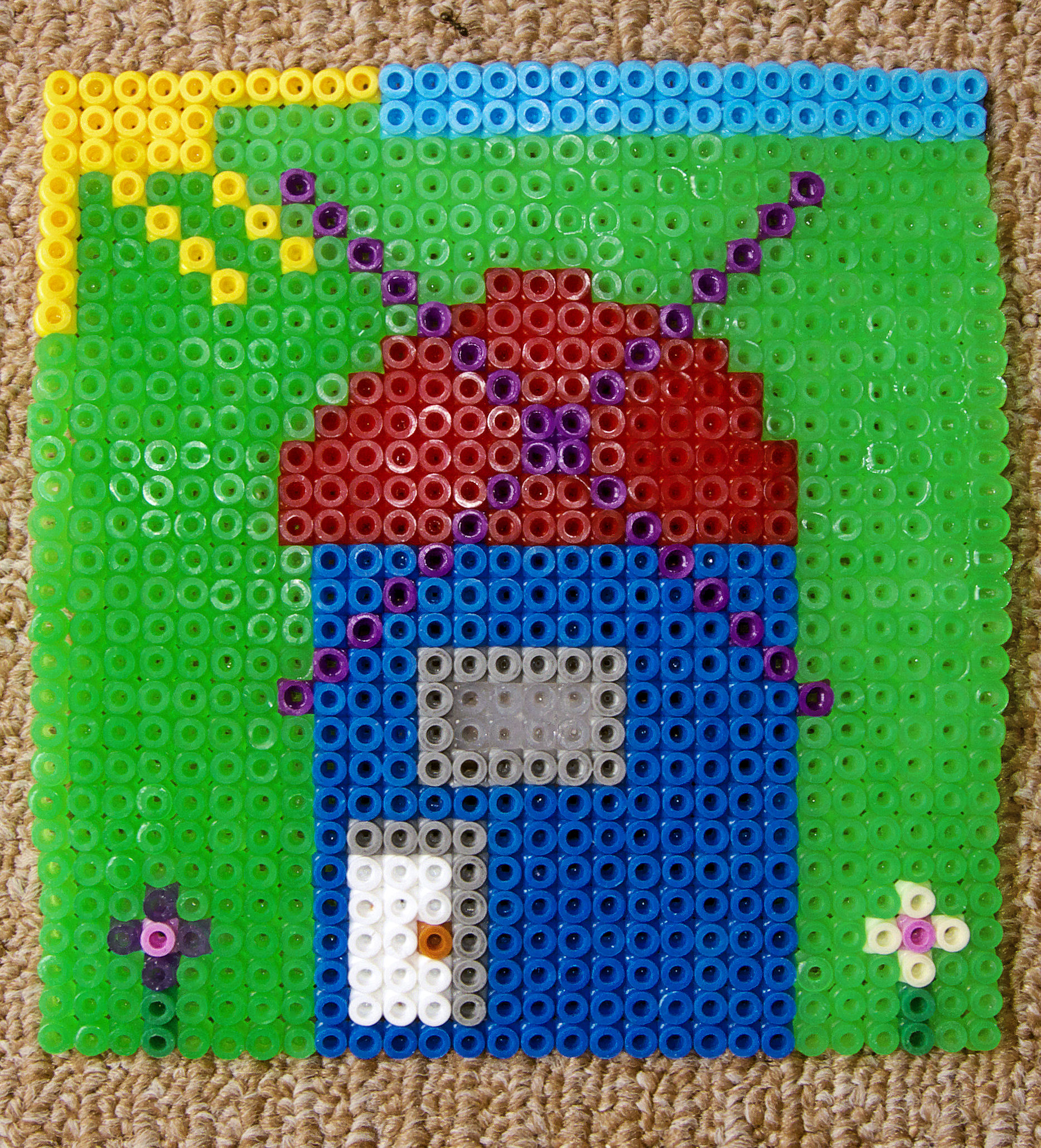
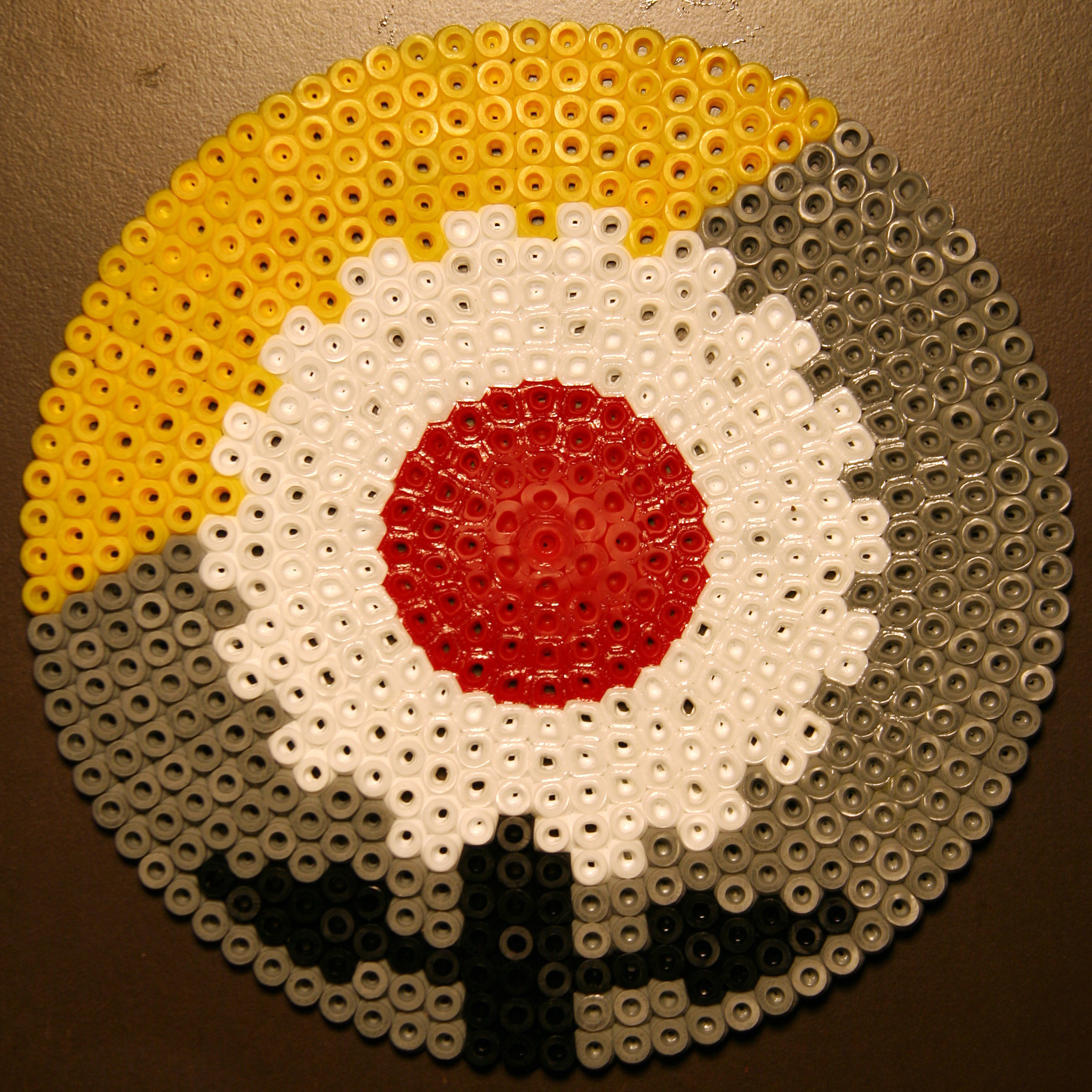
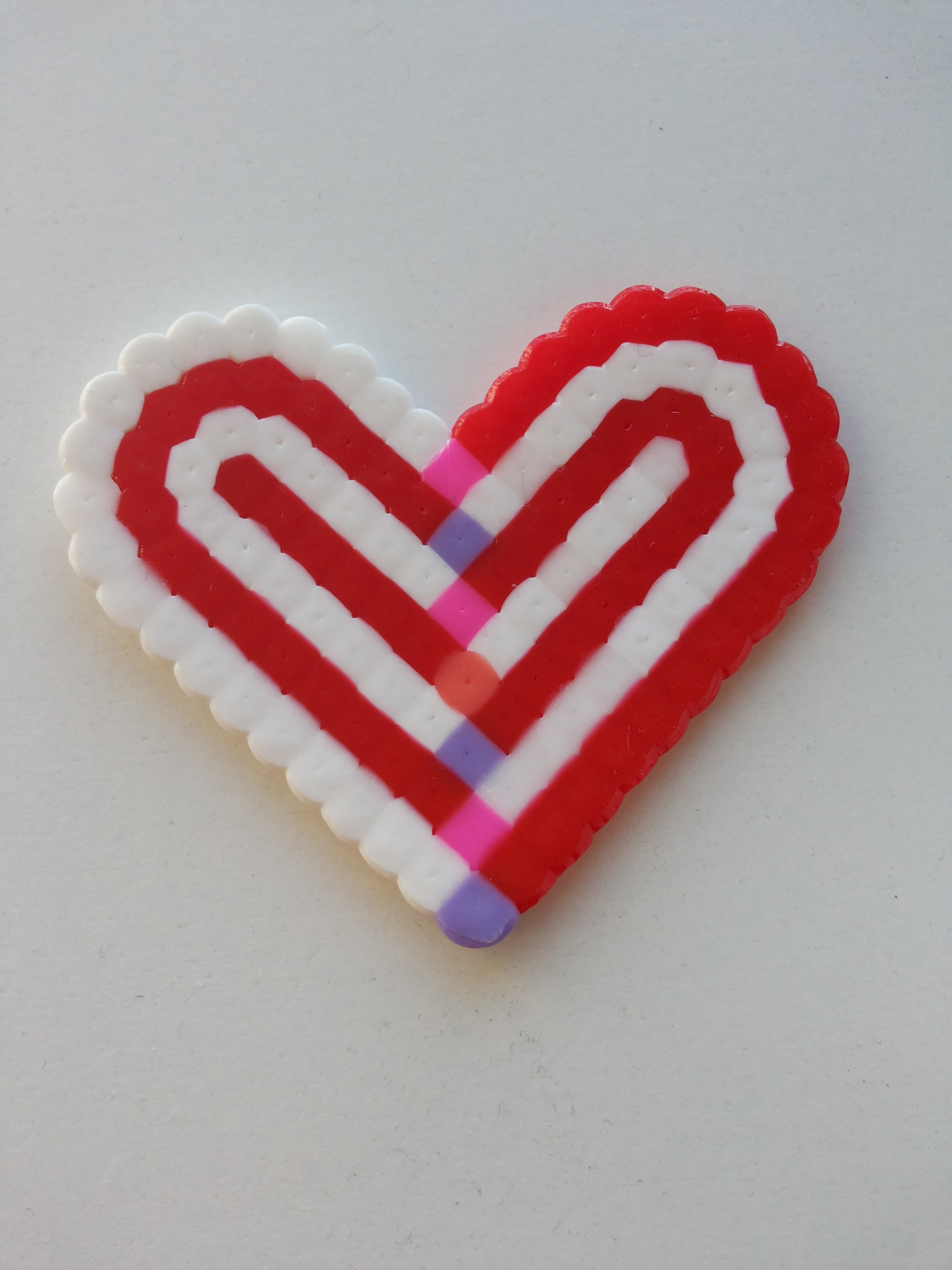
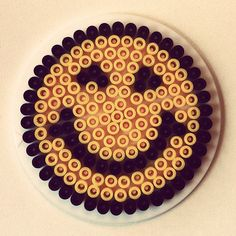

元々はデンマーク発祥の玩具で、各メーカーから様々な種類が販売されており、代表的なものにはパーラービーズ(Perler Beads)、ハマビーズ(Hama Beads)、アイビーズ等がある。日本では、アメリカ製のパーラービーズを玩具メーカーカワダが1995年に国内販売を開始して普及した。
アイロンを使用するため大人の介添えが必要な玩具だが、アイロンの代わりに水で固着させる製品も存在する。また、大人向けにビーズのサイズを小さくして難易度を上げた商品もある。

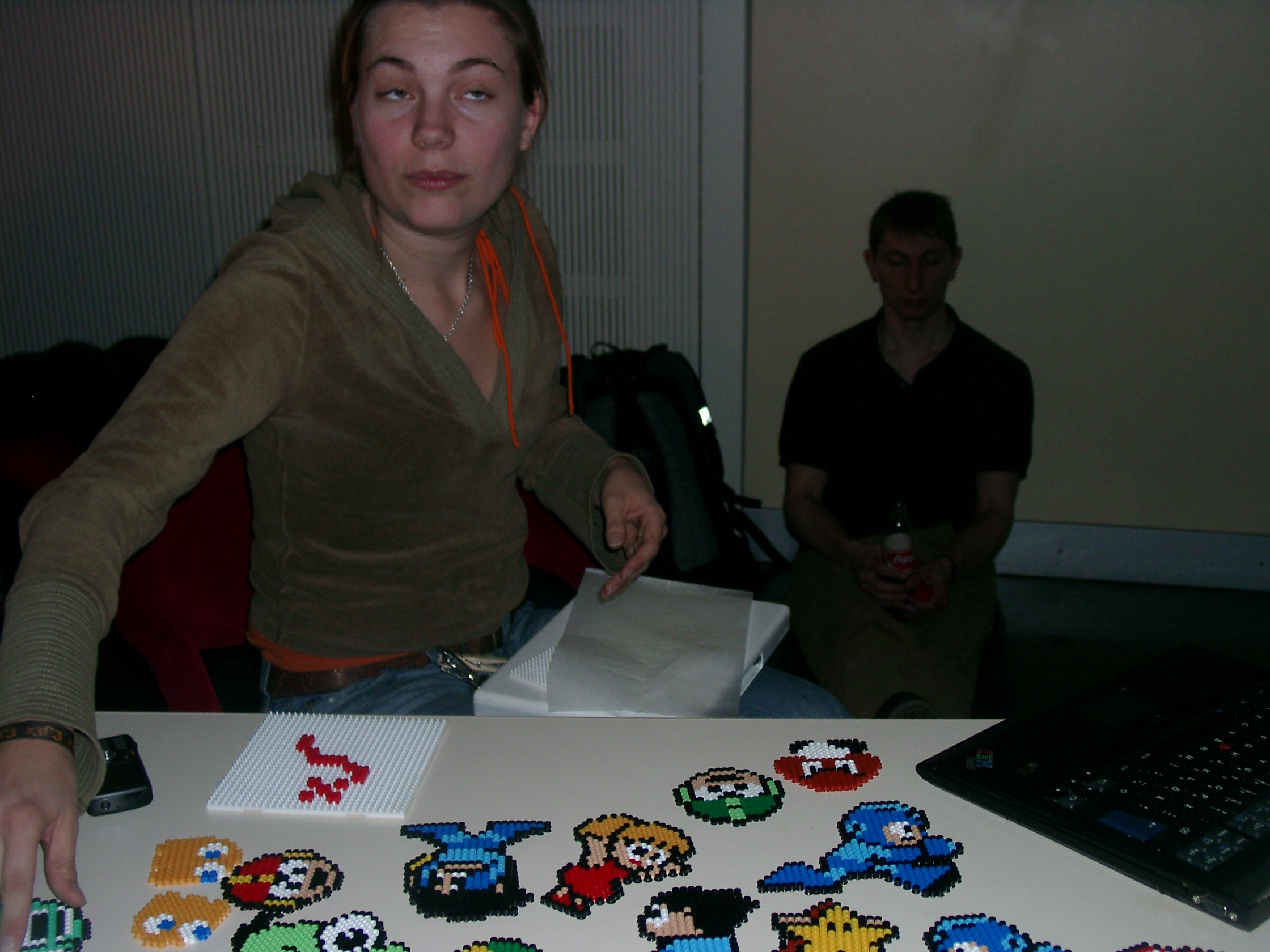
コンピュータゲームのようなドット絵を再現出来る